# Soompi

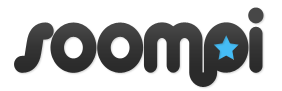
Logo.

Soompi est un site internet entièrement consacré à la culture pop coréenne,. Le site étant disponible en anglais, français, espagnol, portugais et thaïlandais, il possède une large communauté de lecteurs passionnés par la K-Pop, et originaires de différents continents,. Fondé en 1998 par la coréenne américaine Susan Kang, Soompi travaille aujourd'hui en collaboration intime avec les grandes maisons de disques coréennes : JYP Entertainment, S.M. Entertainment, et YG Entertainment.
En février 2011, Soompi a été racheté par Enswers, Inc.,, une entreprise coréenne de haute technologie spécialisée dans la recherche de vidéos en ligne, et est ainsi devenue sa filiale. En août 2011, Soompi a lancé son site en français qui a fait ses adieux en septembre 2016 et Soompi Spanish a été créé en janvier 2012.
Il a été révélé que Viki a acquis Soompi, le 19 août 2015.